# Lijst van voetbalinterlands Australië - Japan (vrouwen)
Deze lijst van voetbalinterlands is een overzicht van alle officiële voetbalinterlands tussen de nationale vrouwenteams van Australië en Japan. De landen hebben tot nu toe 30 keer tegen elkaar gespeeld.

## Wedstrijden
| №  | Plaats          | Datum             | Competitie                          | Wedstrijd         | Uitslag |
| -- | --------------- | ----------------- | ----------------------------------- | ----------------- | ------- |
| 1  | Xi'an           | 22 oktober 1984   | Vriendschappelijk                   | Japan − Australië | 2 − 6   |
| 2  | Taipei          | 8 december 1984   | Vriendschappelijk                   | Japan − Australië | 2 − 2   |
| 3  | Kanagawa        | 4 december 1989   | Vriendschappelijk                   | Japan − Australië | 2 − 2   |
| 4  | Kanagawa        | 5 december 1989   | Vriendschappelijk                   | Japan − Australië | 1 − 1   |
| 5  | Tokio           | 27 september 1994 | Vriendschappelijk                   | Japan − Australië | 2 − 2   |
| 6  | Fort Lauderdale | 9 juli 1996       | Vriendschappelijk                   | Australië − Japan | 2 − 2   |
| 7  | Canberra        | 31 mei 2000       | Vriendschappelijk                   | Australië − Japan | 1 − 0   |
| 8  | Angoulême       | 6 april 2002      | Vriendschappelijk                   | Australië − Japan | 1 − 1   |
| 9  | Sendai          | 27 juli 2003      | Vriendschappelijk                   | Japan − Australië | 0 − 0   |
| 10 | Sydney          | 26 maart 2005     | Vriendschappelijk                   | Australië − Japan | 0 − 2   |
| 11 | Sydney          | 29 maart 2005     | Vriendschappelijk                   | Australië − Japan | 2 − 1   |
| 12 | Tokio           | 23 juli 2005      | Vriendschappelijk                   | Japan − Australië | 4 − 2   |
| 13 | Adelaide        | 27 juli 2006      | Aziatisch kampioenschap 2006        | Australië − Japan | 2 − 0   |
| 14 | Tokio           | 19 november 2006  | Vriendschappelijk                   | Japan − Australië | 1 − 0   |
| 15 | Ho Chi Minhstad | 2 juni 2008       | Aziatisch kampioenschap 2008        | Australië − Japan | 1 − 3   |
| 16 | Ho Chi Minhstad | 8 juni 2008       | Aziatisch kampioenschap 2008        | Australië − Japan | 0 − 3   |
| 17 | Kobe            | 24 juli 2008      | Vriendschappelijk                   | Japan − Australië | 3 − 0   |
| 18 | Chengdu         | 27 mei 2010       | Aziatisch kampioenschap 2010        | Japan − Australië | 0 − 1   |
| 19 | Jinan           | 5 september 2011  | Olympische Spelen 2012 kwalificatie | Japan − Australië | 1 − 0   |
| 20 | Tokio           | 11 juli 2012      | Vriendschappelijk                   | Japan − Australië | 3 − 0   |
| 21 | Ho Chi Minhstad | 14 mei 2014       | Aziatisch kampioenschap 2014        | Australië − Japan | 2 − 2   |
| 22 | Ho Chi Minhstad | 25 mei 2014       | Aziatisch kampioenschap 2014        | Japan − Australië | 1 − 0   |
| 23 | Edmonton        | 27 juni 2015      | WK 2015                             | Australië − Japan | 0 − 1   |
| 24 | Osaka           | 29 februari 2016  | Olympische Spelen 2012 kwalificatie | Australië − Japan | 3 − 1   |
| 25 | San Diego       | 30 juli 2017      | Tournament of Nations               | Japan − Australië | 2 − 4   |
| 26 | Amman           | 13 april 2018     | Aziatisch kampioenschap 2018        | Japan − Australië | 1 − 1   |
| 27 | Amman           | 20 april 2018     | Aziatisch kampioenschap 2018        | Japan − Australië | 1 − 0   |
| 28 | Bridgeview      | 2 augustus 2018   | Tournament of Nations               | Australië − Japan | 2 − 0   |
| 29 | Kameoka         | 14 juli 2021      | Vriendschappelijk                   | Japan − Australië | 1 − 0   |
| 30 | Houston         | 20 februari 2025  | SheBelieves Cup 2025                | Japan − Australië | 4 − 0   |

## Samenvatting
| Competitie                     | Totaal gespeeld | Winst Australië | Gelijk | Winst Japan | Doelsaldo Australië – Japan |
| ------------------------------ | --------------- | --------------- | ------ | ----------- | --------------------------- |
| WK-eindronde                   | 1               | 0               | 0      | 1           | 0 − 1                       |
| Olympische Spelen kwalificatie | 2               | 1               | 0      | 1           | 3 − 2                       |
| Aziatisch kampioenschap        | 8               | 2               | 2      | 4           | 7 − 11                      |
| SheBelieves Cup                | 1               | 0               | 0      | 1           | 0 − 4                       |
| Tournament of Nations          | 2               | 2               | 0      | 0           | 6 − 2                       |
| Vriendschappelijk              | 16              | 3               | 7      | 6           | 21 − 27                     |
| Totaal                         | 30              | 8               | 9      | 13          | 37 − 47                     |